# Luca De Angeli
Luca De Angeli (Pietrasanta, 9 januari 1976) is een Italiaans voormalig professioneel wielrenner. Zijn carrière eindigde in 2005 toen hij werd betrapt op het gebruik van epo.

## Belangrijkste overwinningen
2003
- 5e etappe Ronde van Senegal
- 8e etappe Ronde van Senegal

## Grote rondes
| Jaar | Ronde van Italië | Ronde van Frankrijk | Ronde van Spanje |
| ---- | ---------------- | ------------------- | ---------------- |
| 2003 | 95e              |                     |                  |